# Шерешевский, Соломон Вениаминович
Соломон Вениаминович Шерешевский — обладатель феноменальной памяти, профессиональный мнемонист. Особенностью памяти Шерешевского была присущая ему синестезия. Известен благодаря исследованиям Александра Лурии, в частности его «Маленькой книжке о большой памяти», где Шерешевский указан под инициалом «Ш.»

## Биография
Родился в Торжке Тверской губернии в еврейской семье. Его отец был владельцем книжного магазина, мать, хотя и не получила образования, была начитанной и культурной женщиной. Все его многочисленные братья и сёстры — обычные, уравновешенные, некоторые из них одарённые люди, никаких душевных заболеваний в семье не наблюдалось.
Соломон окончил начальную школу, затем у него обнаружились способности к музыке. Он поступил в музыкальное училище, хотел стать скрипачом, но после болезни уха слух его снизился, и он понял, что вряд ли сможет быть музыкантом. Некоторое время искал, чем бы заняться, и случай привёл его работать репортёром в газете. Редактор газеты первым обратил внимание на необычные способности молодого журналиста и посоветовал обратиться к специалистам. Так его знаменитую «цветную» память исследовал Александр Лурия. При некоторых опытах с Шерешевским присутствовали Лев Выготский, Леон Орбели, Сергей Эйзенштейн.
В дальнейшем Соломон Шерешевский стал работать на эстраде мнемонистом, поражая зрителей своей памятью. Он обладал феноменальной способностью запоминать ряды слов, таблицы цифр, длинные бессмысленные формулы, фразы незнакомого языка. В большинстве случаев мог безошибочно вспомнить те же самые ряды слов, формулы, фразы через несколько лет. Пределы его памяти по объёму и длительности не прослеживались. Память Шерешевского была построена прежде всего на спонтанных синестетических ассоциациях. Слова для него были образами с добавлением различных вкусовых, зрительных и осязательных ощущений. Кроме синестезии Шерешевский для запоминания использовал и мнемотехнику. Так, запоминая ряд слов, Шерешевский мысленно расставлял их образы вдоль хорошо знакомой улицы Москвы или родного Торжка, как бы прогуливаясь по ней. При вспоминании он мог не заметить образ слова и пропустить его, но редко ошибался в самом слове. Несмотря на свою удивительную память сам Шерешевский не раз отмечал, что он плохо запоминает лица, поскольку они кажутся ему слишком изменчивыми.
Как описывает А. Лурия, у Шерешевского была, по сути, стёрта грань между миром его воображения и реальностью. Мнемонист описывал такие случаи, когда просыпался утром и пытался понять, «почему „он“ не идёт в школу». Он видел, как начинал идти в школу, а затем в его комнату заходил отец, спрашивая: «Так поздно, а ты ещё не ушёл в школу?!»
Соломон Шерешевский написал книгу «Записки мнемониста».
Александр Лурия описал жизнь Шерешевского под именем «Ш.» в книге «Маленькая книжка о большой памяти», изданной в Москве в 1968 году.
Фильм Кристофера Дойла «Прочь слова!» во многом вдохновлён этим описанием. Кроме того оно легло в основу фильма «Мнемонист» (2000) итальянского режиссёра Паоло Роса (итал. Paolo Rosa).